# Сидоров Ярослав Ігорович
Си́доров Яросла́в І́горович — полковник Збройних сил України. Учасник російсько-української війни.

## Біографія
У 2007 році закінчив навчання у Харківському інституті танкових військ. Розпочав військову службу у танковій бригаді.
Із 2014 року брав участь у війні на сході України. Із 2015 командував танковим батальйоном.
Після навчання у Національному університеті обраним України очолив штаб 1-ої окремої танкової бригади.
Під час повномасштабного вторгнення командував 17-ою окремою танковою бригадою, у 2024 очолив 14-ту окрему механізовану бригаду.

## Нагороди
За особисту мужність і високий професіоналізм, виявлені у захисті державного суверенітету та територіальної цілісності України, вірність військовій присязі, відзначений — нагороджений
- орденом Богдана Хмельницького III ступеня (3.7.2015)